# 울산과학관
울산과학관(蔚山科學館)은 지방교육자치에 관한 법률 제32조에 따라 학생의 과학 탐구활동과 교원의 과학교육 연구를 지원하고 과학교육에 관한 제반 정보를 제공하기 위하여 울산광역시교육청 산하에 설치된 소속기관이다.

## 연혁
- 2011년 3월 30일 개관.

## 같이 보기
- 대한민국의 박물관과 미술관 목록
- 장생포고래박물관
- 울산박물관